# Liste des clochers-murs des Landes
Cet article recense les édifices religieux des Landes, en France, munis d'un clocher-mur.

## Liste

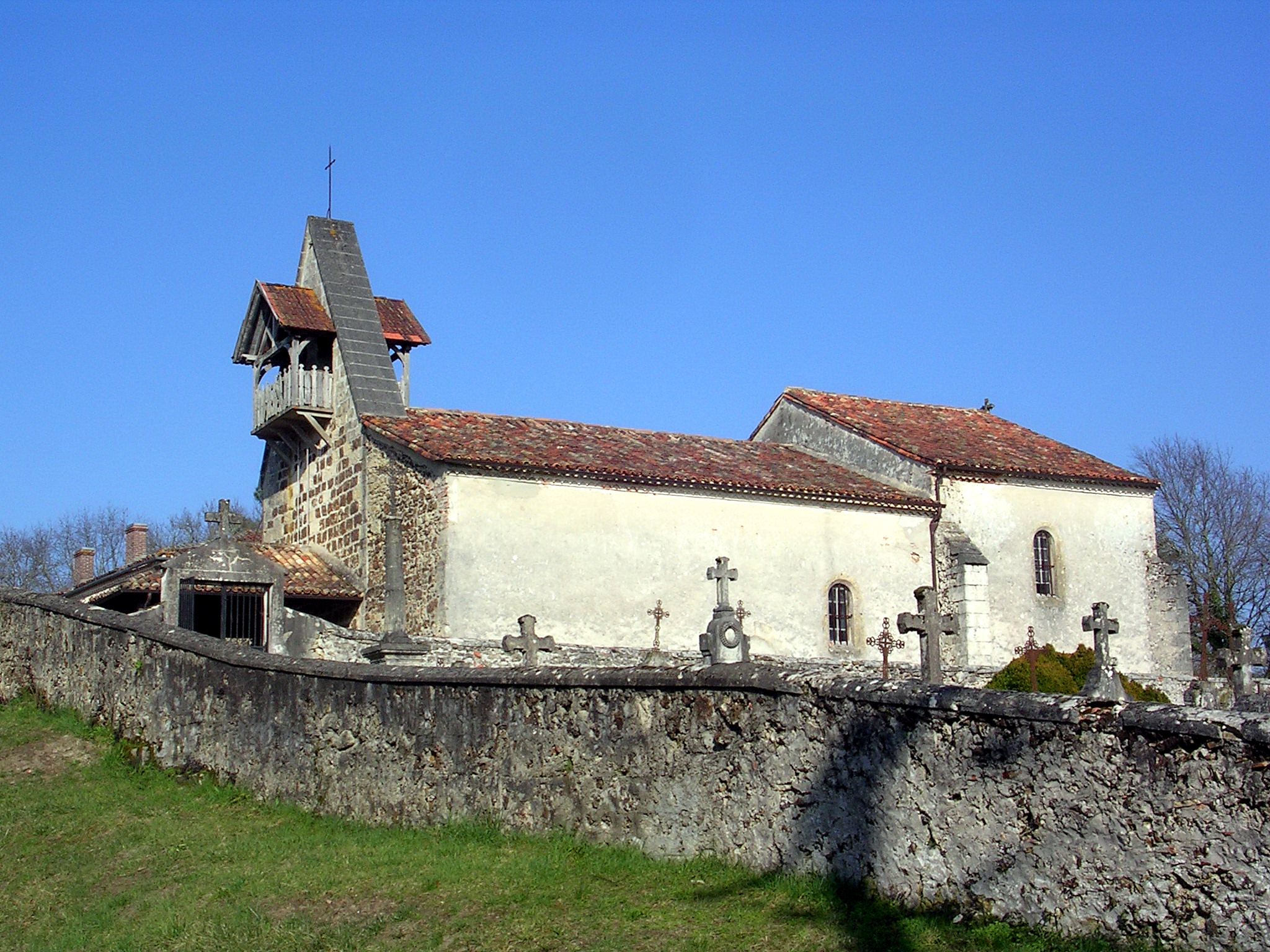
Église Saint-André d'Argelouse
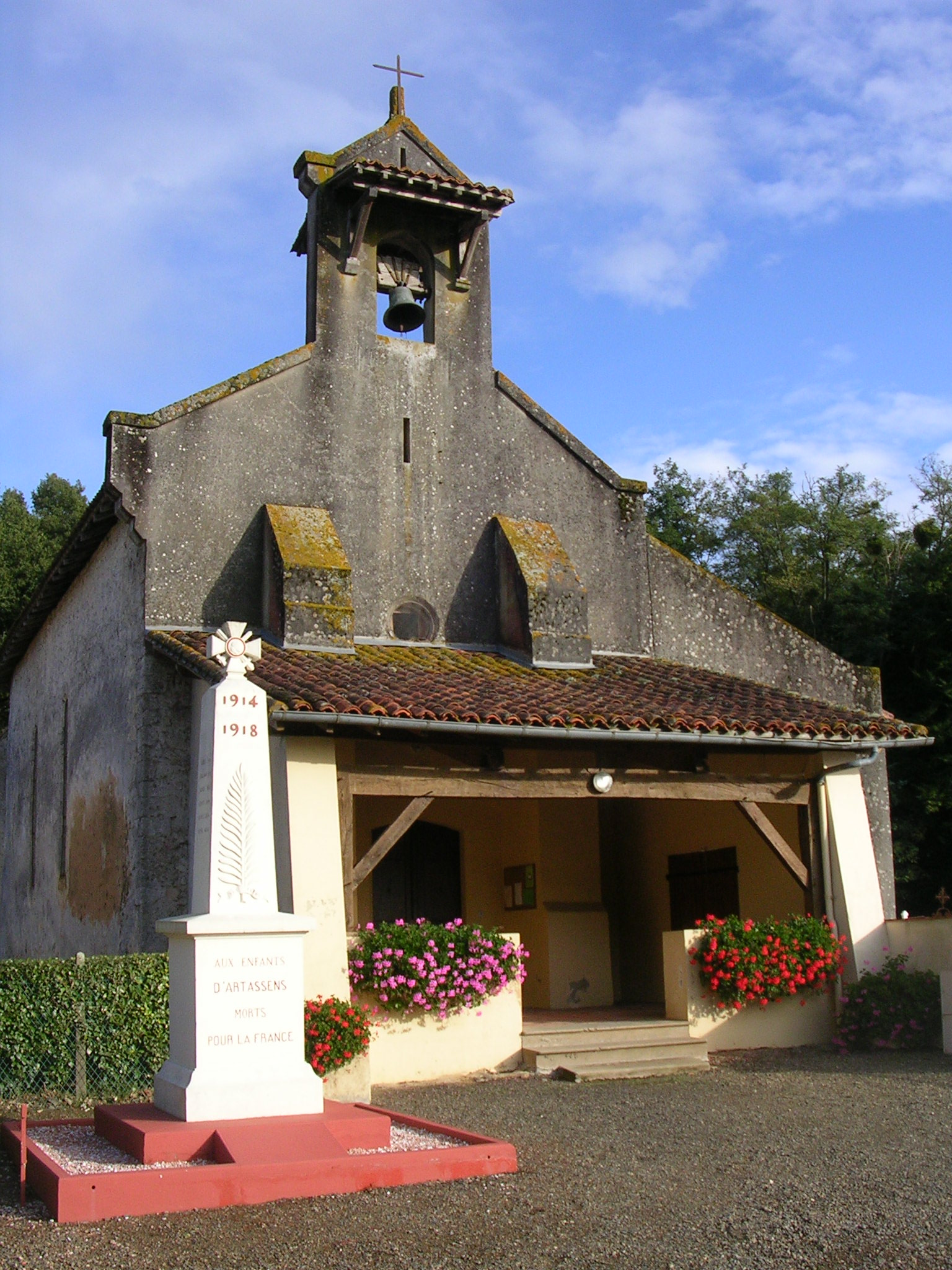
Église Saint-Jean-Baptiste d'Artassenx
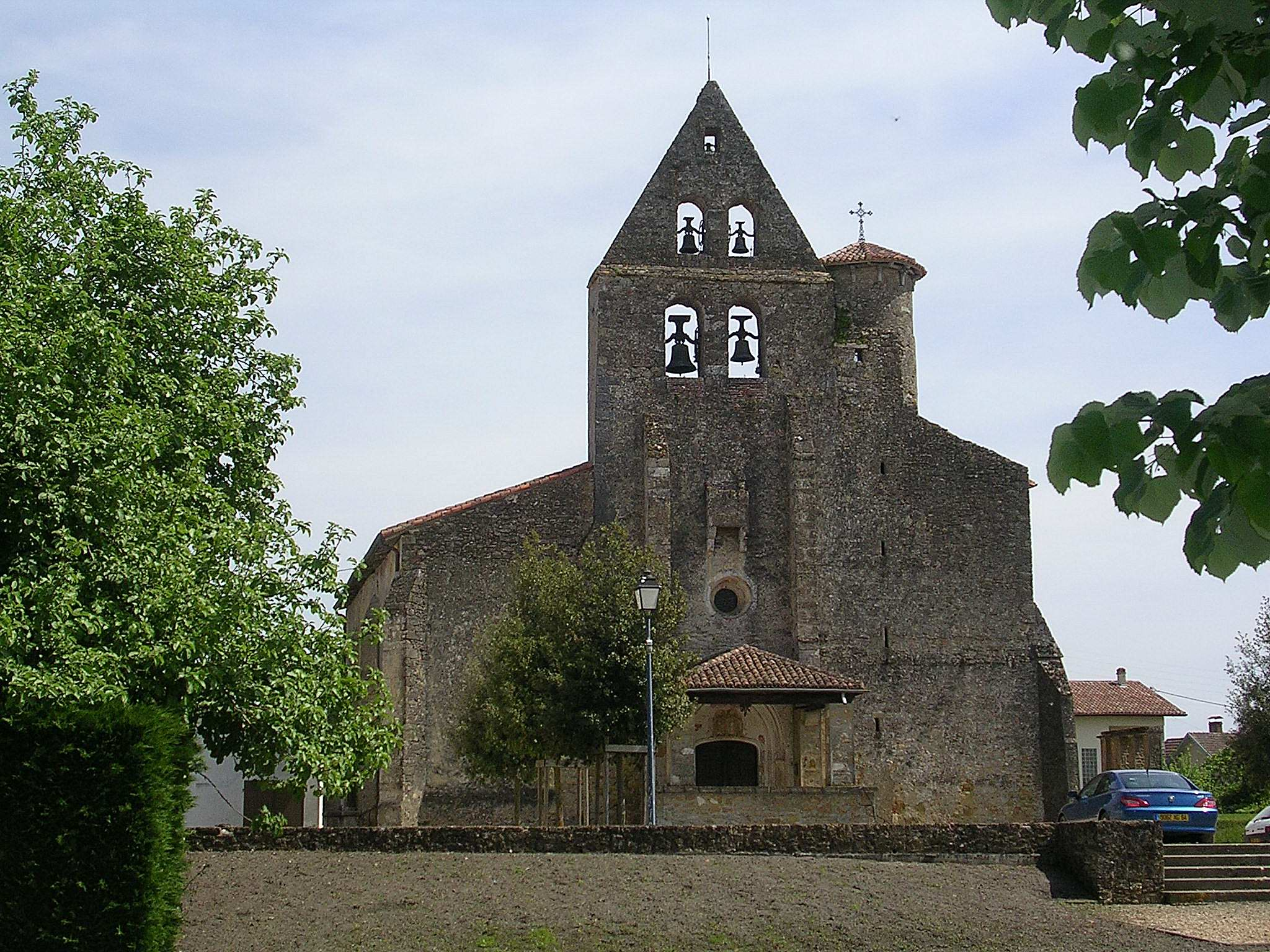
Église Saint-Amand de Bascons
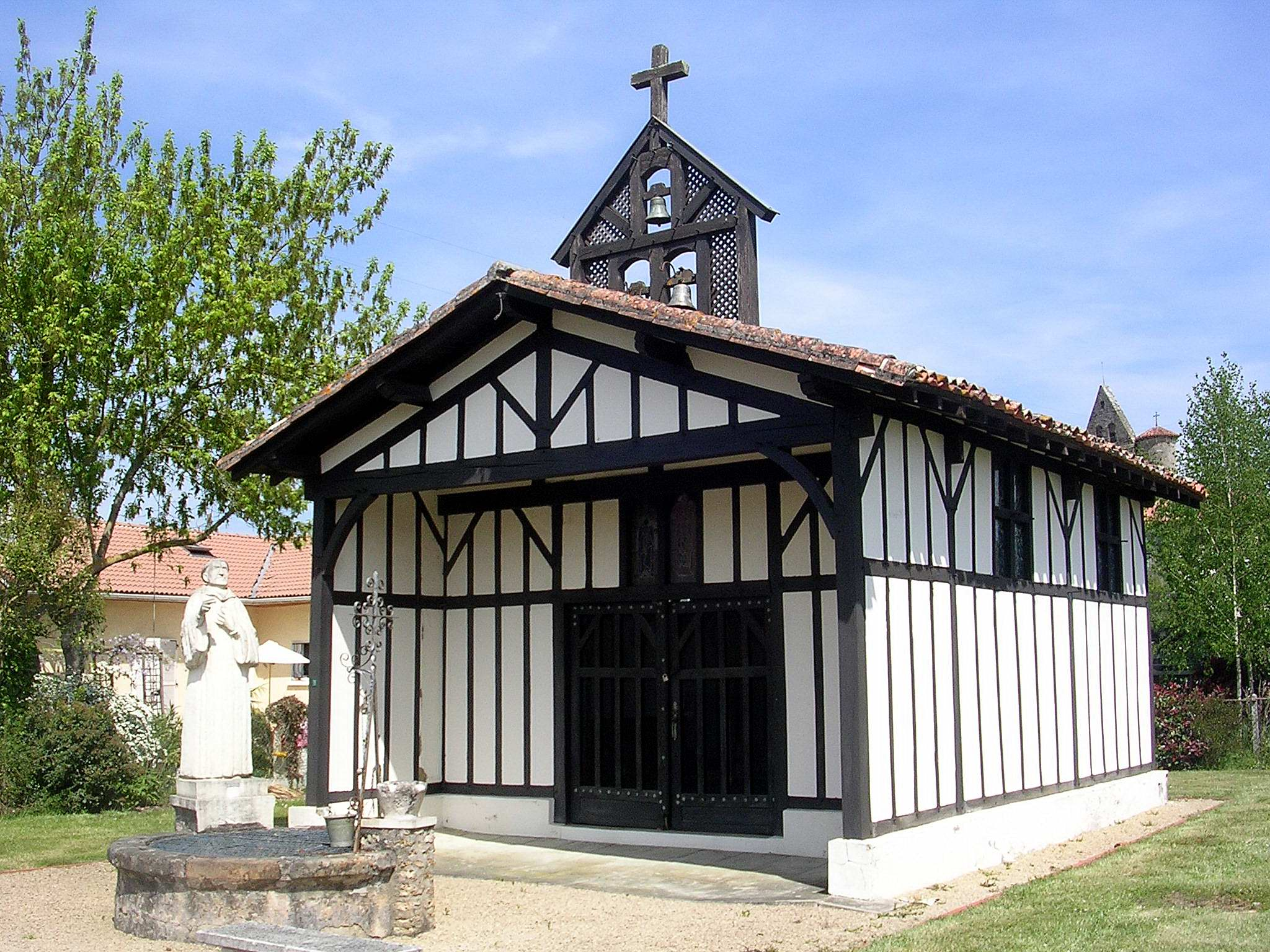
Bascons, chapelle
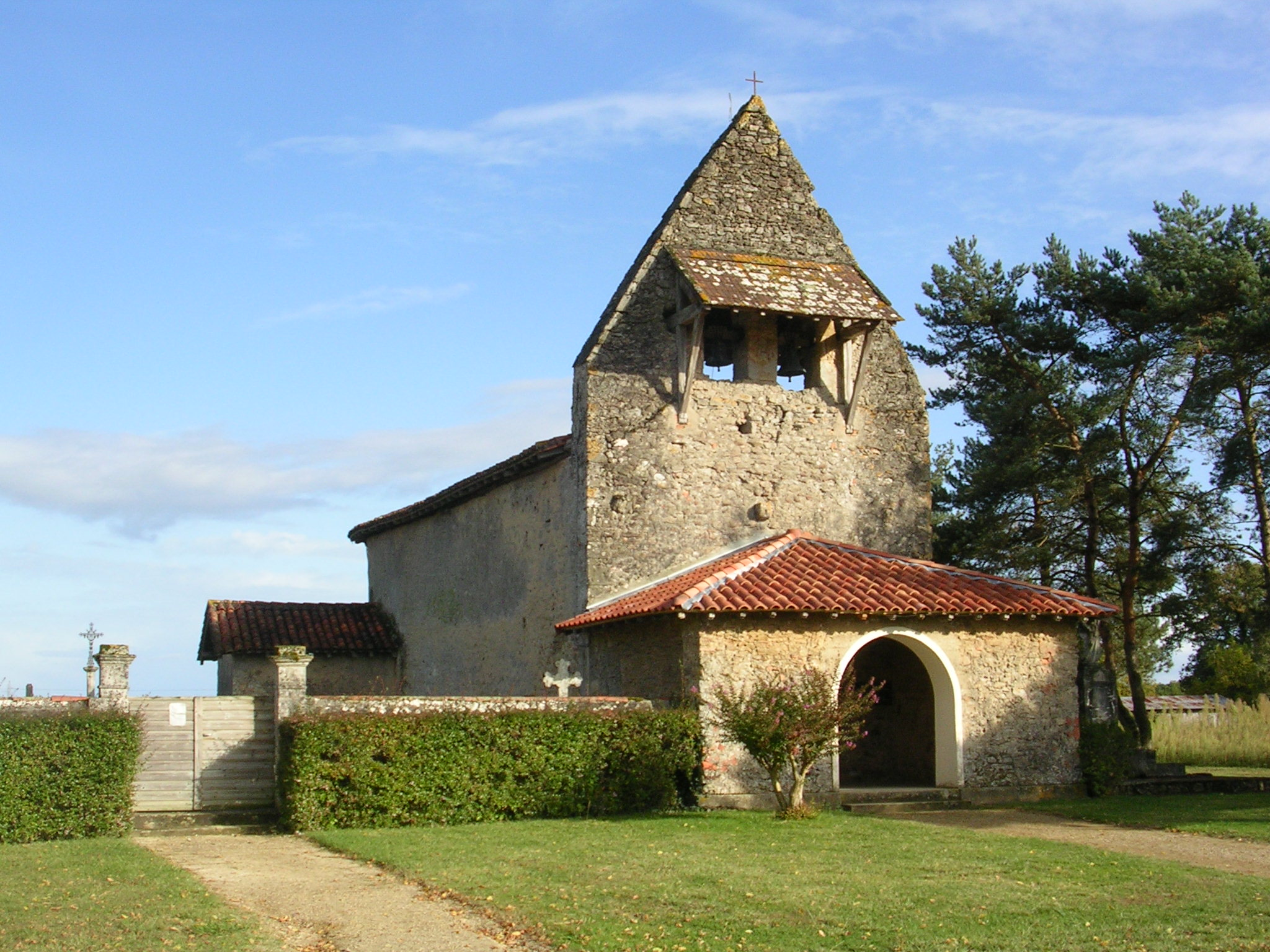
Notre-Dame-de-la-Course landaise
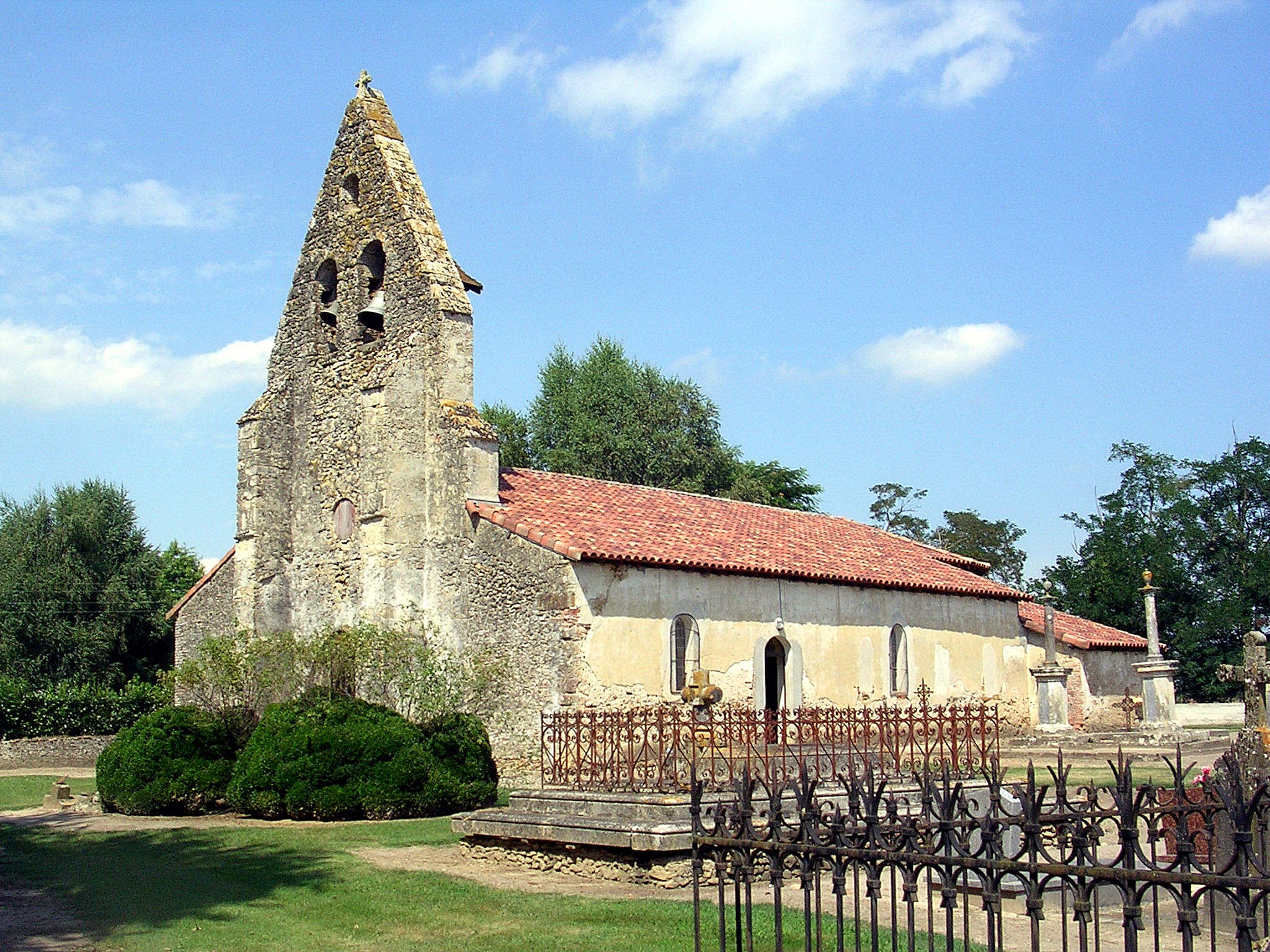
église de Saint-Christau
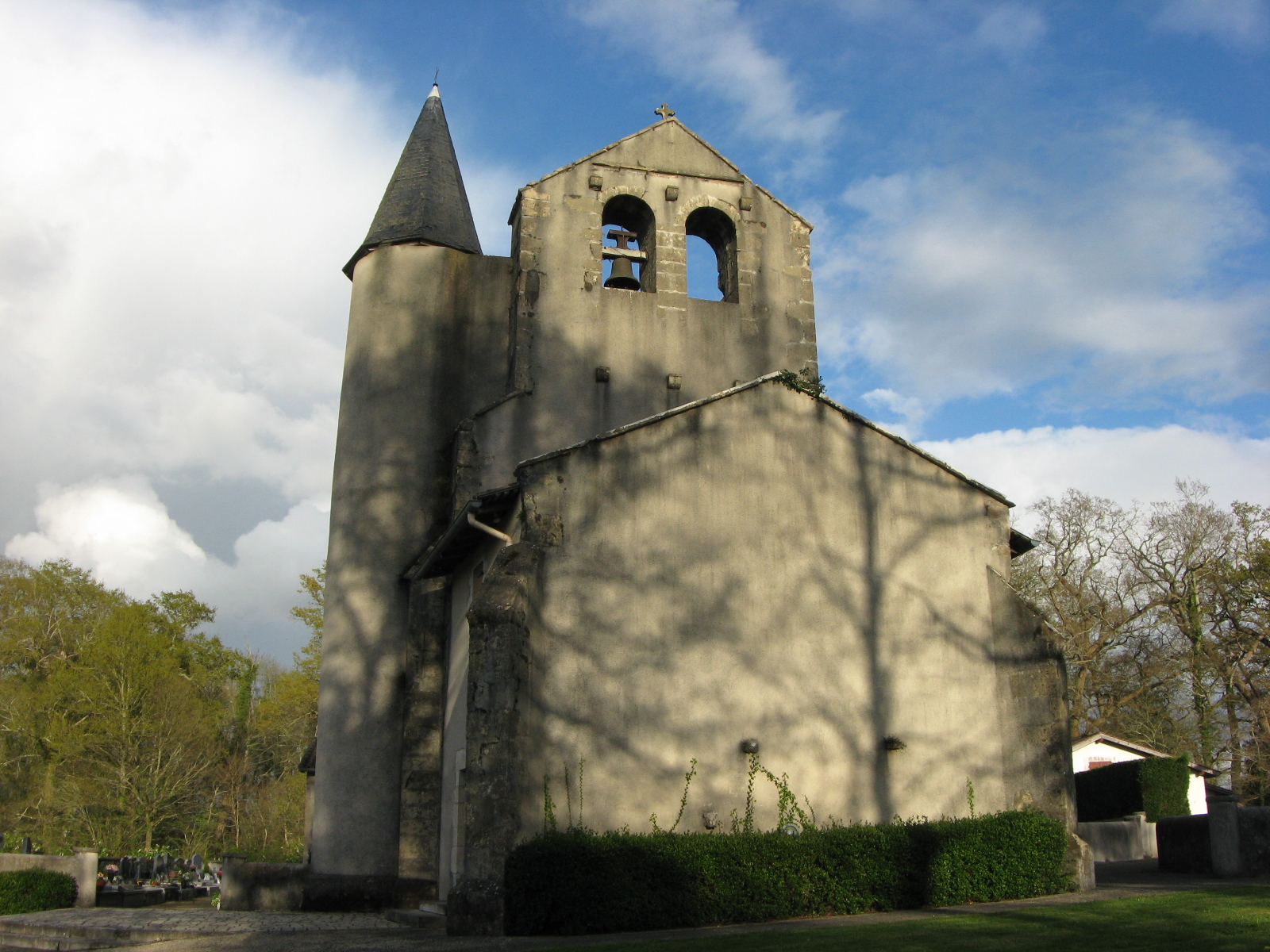
Église Saint-Etienne de Biarotte
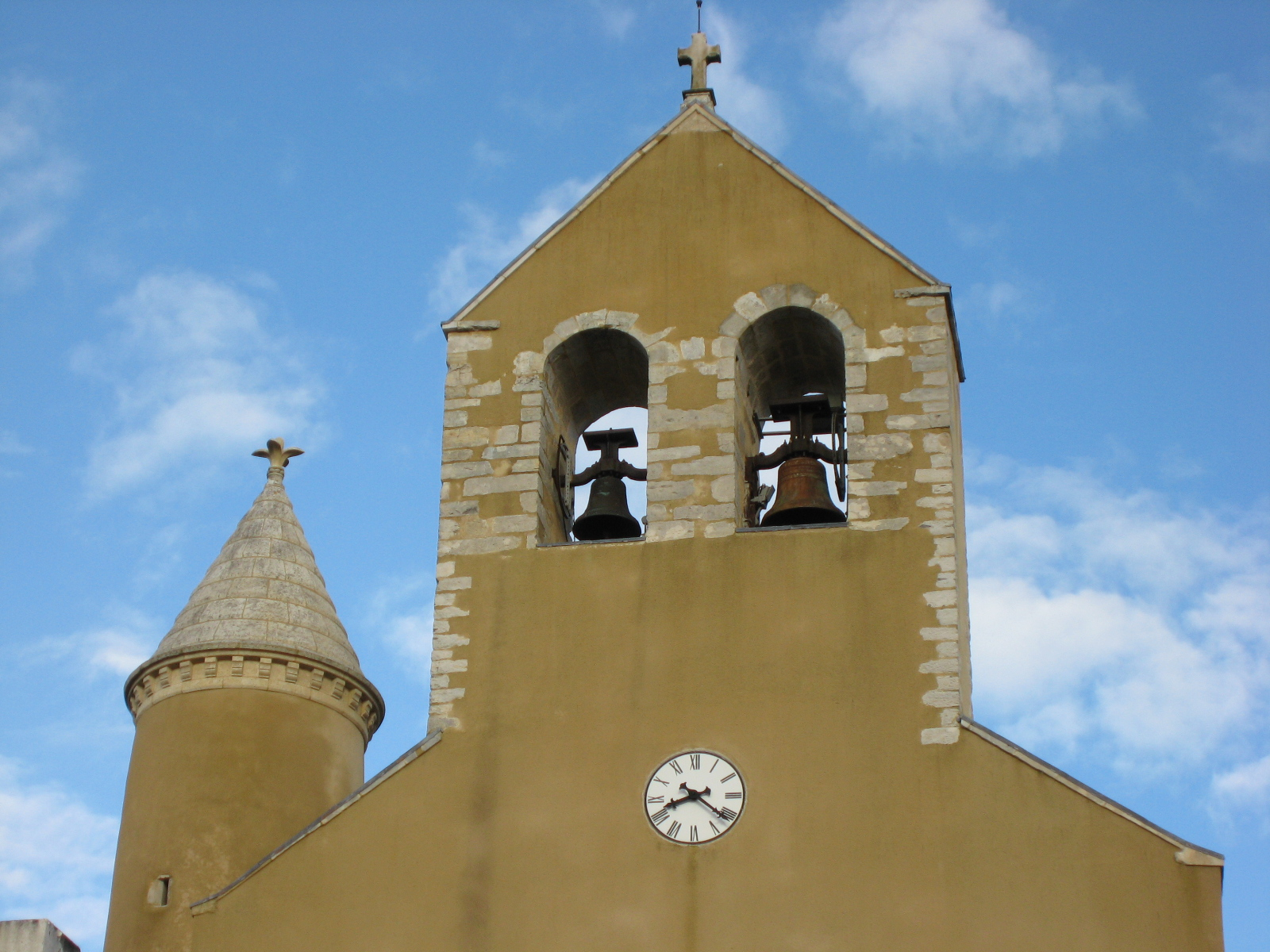
Église Saint-Pierre de Biaudos
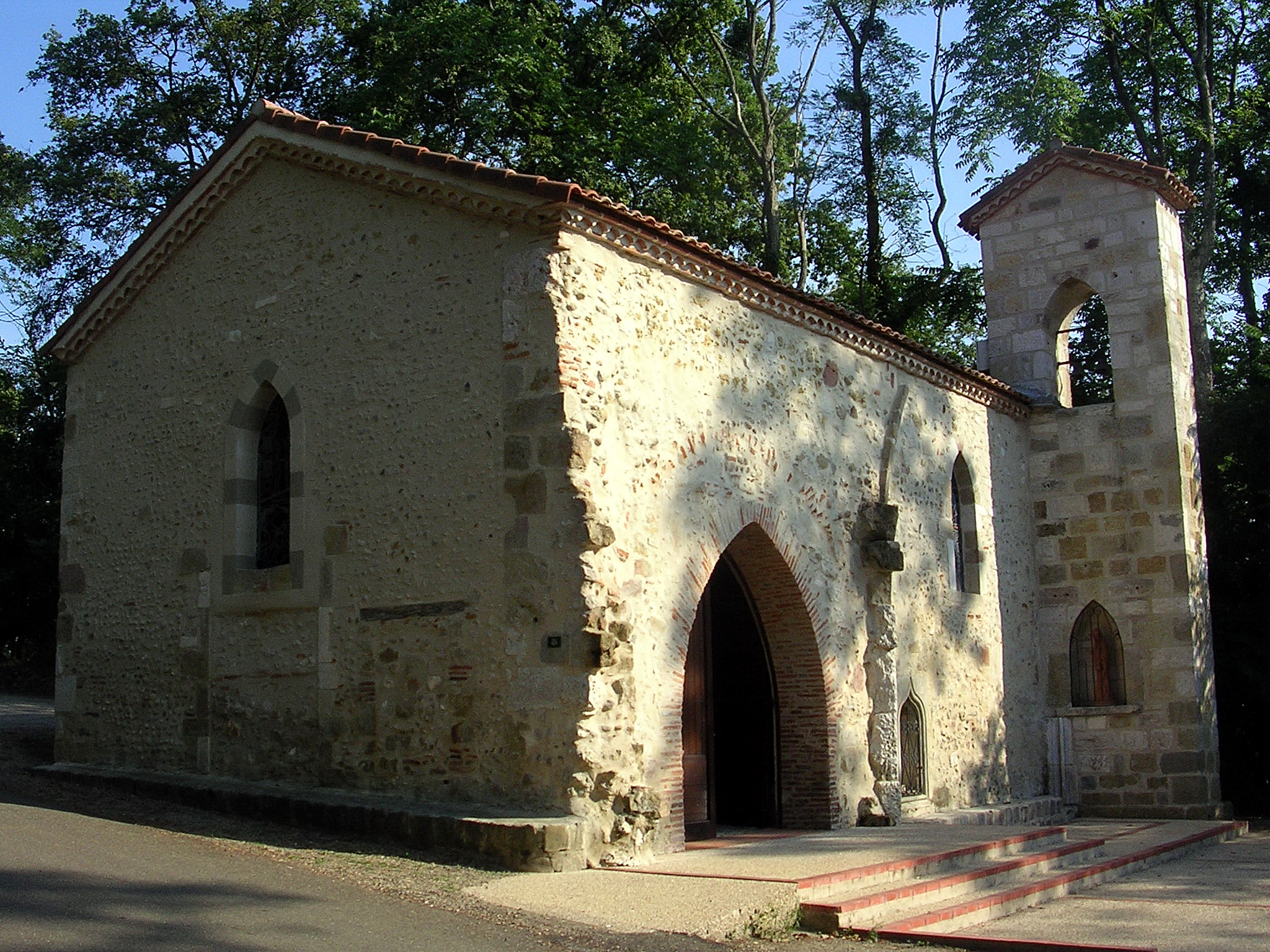
Chapelle Notre-Dame-du-Rugby
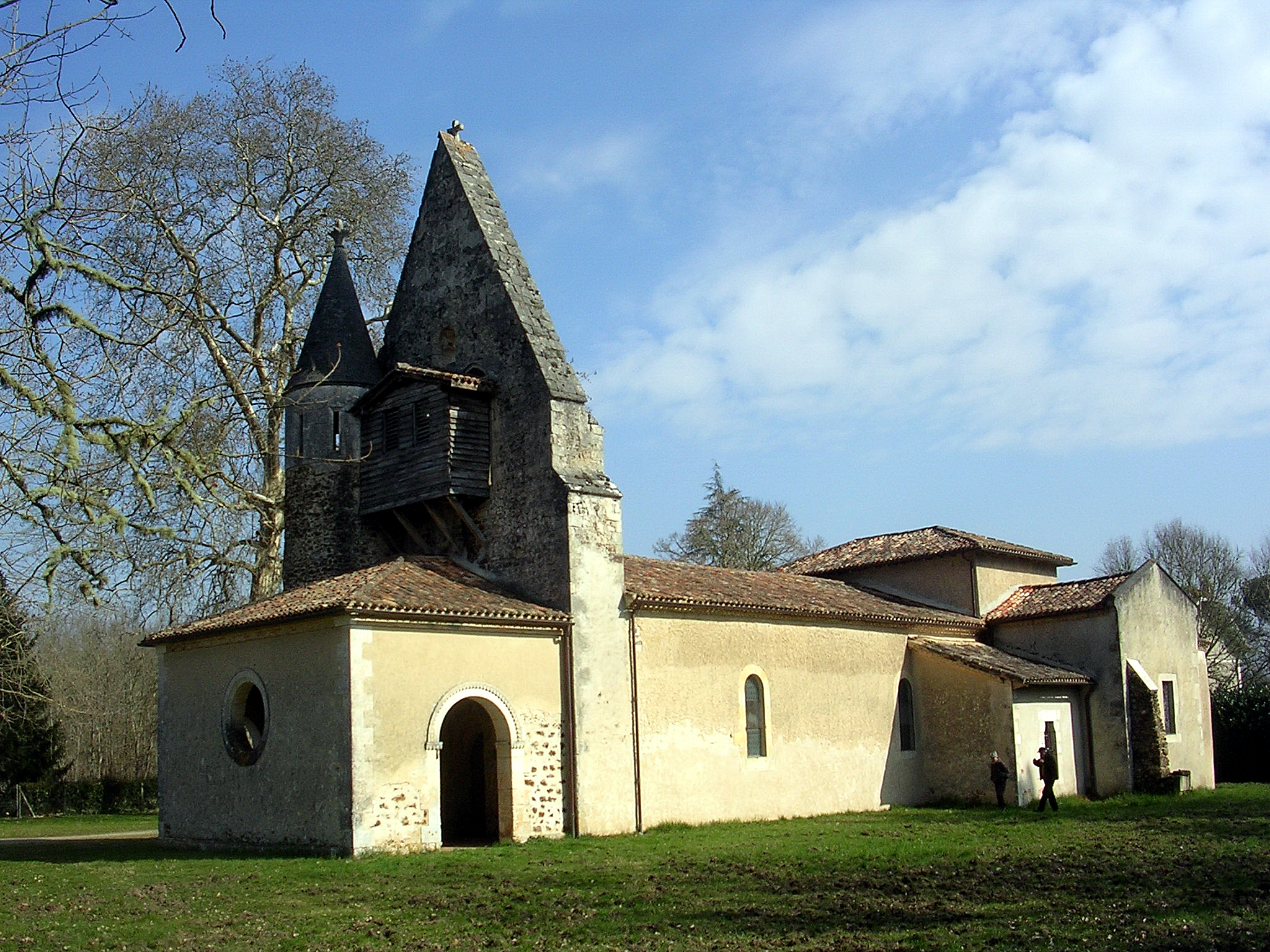
Église Saint-Pierre-ès-Liens de Biganon
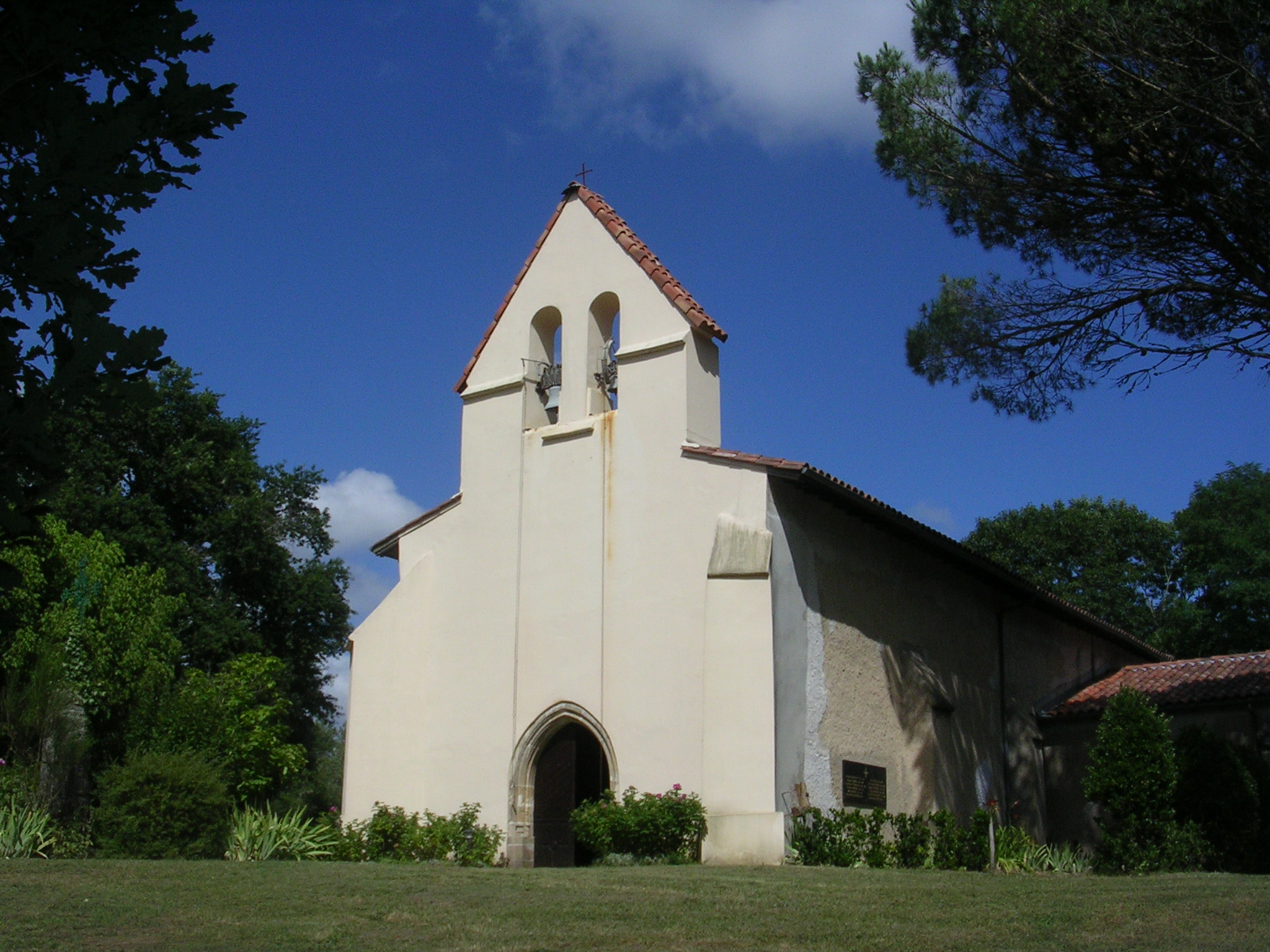
Église Saint-Jean-Baptiste de Bouricos
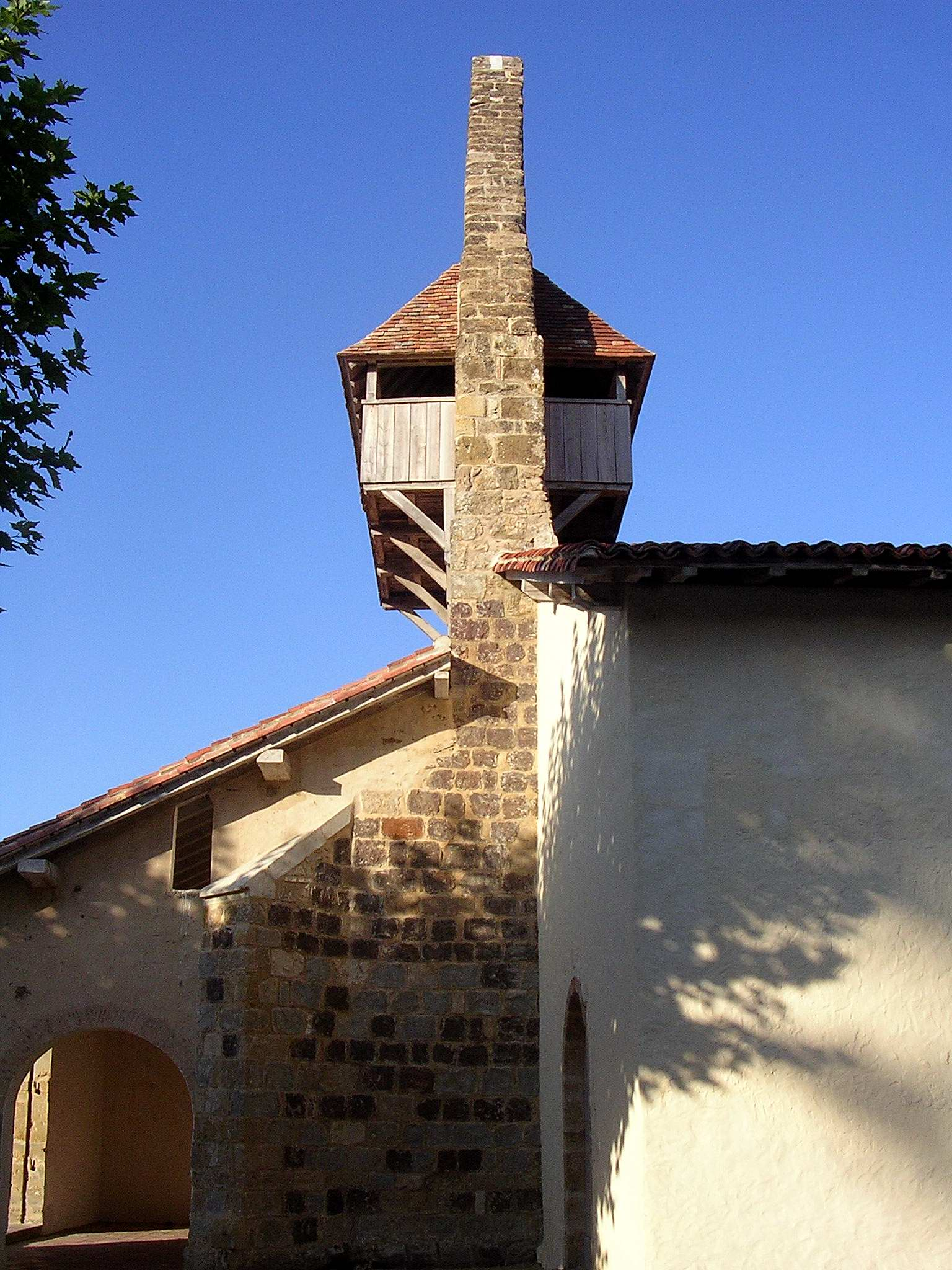
Église Notre-Dame de Garein
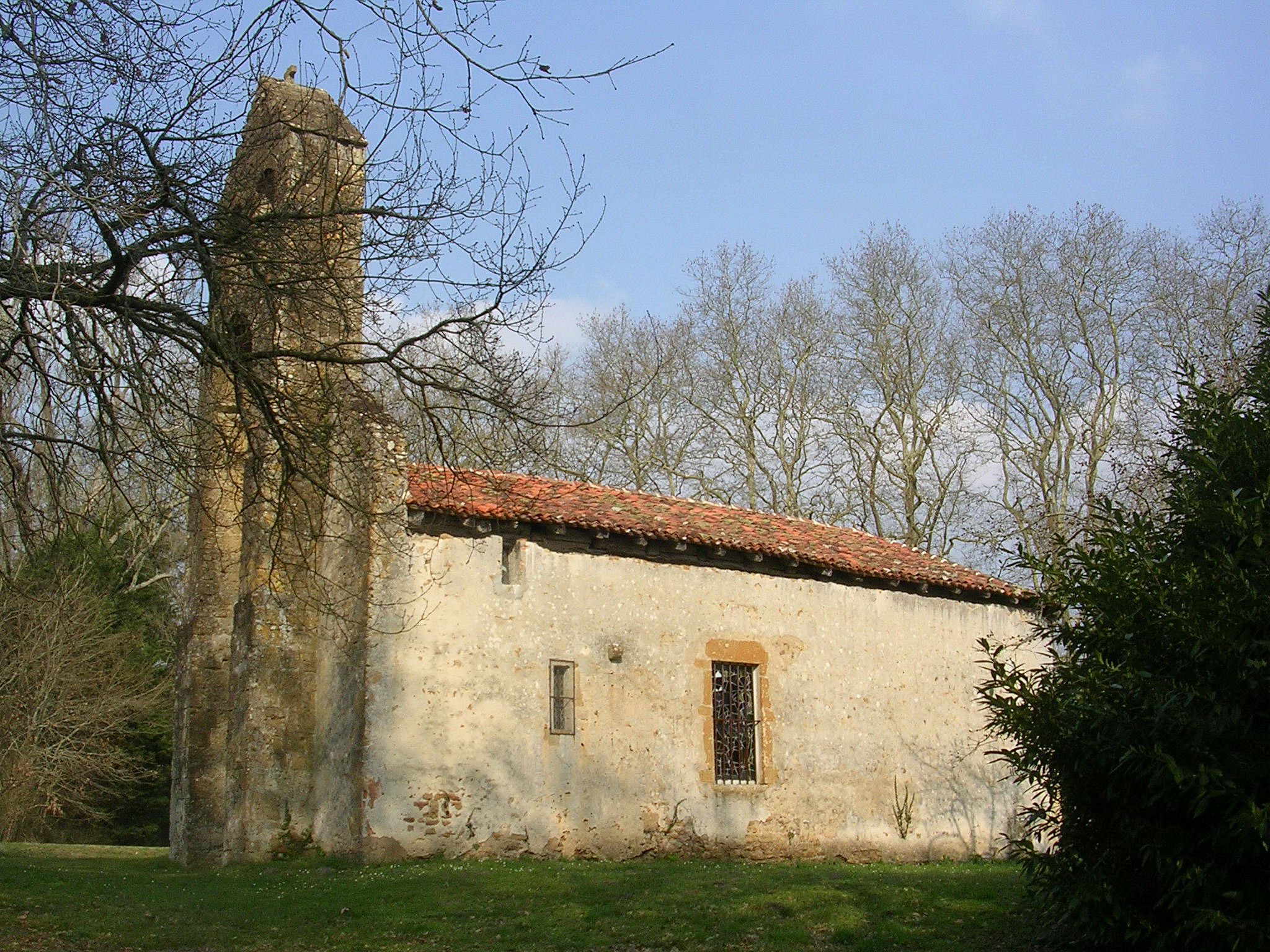
Église Saint-Pierre de Lamolère
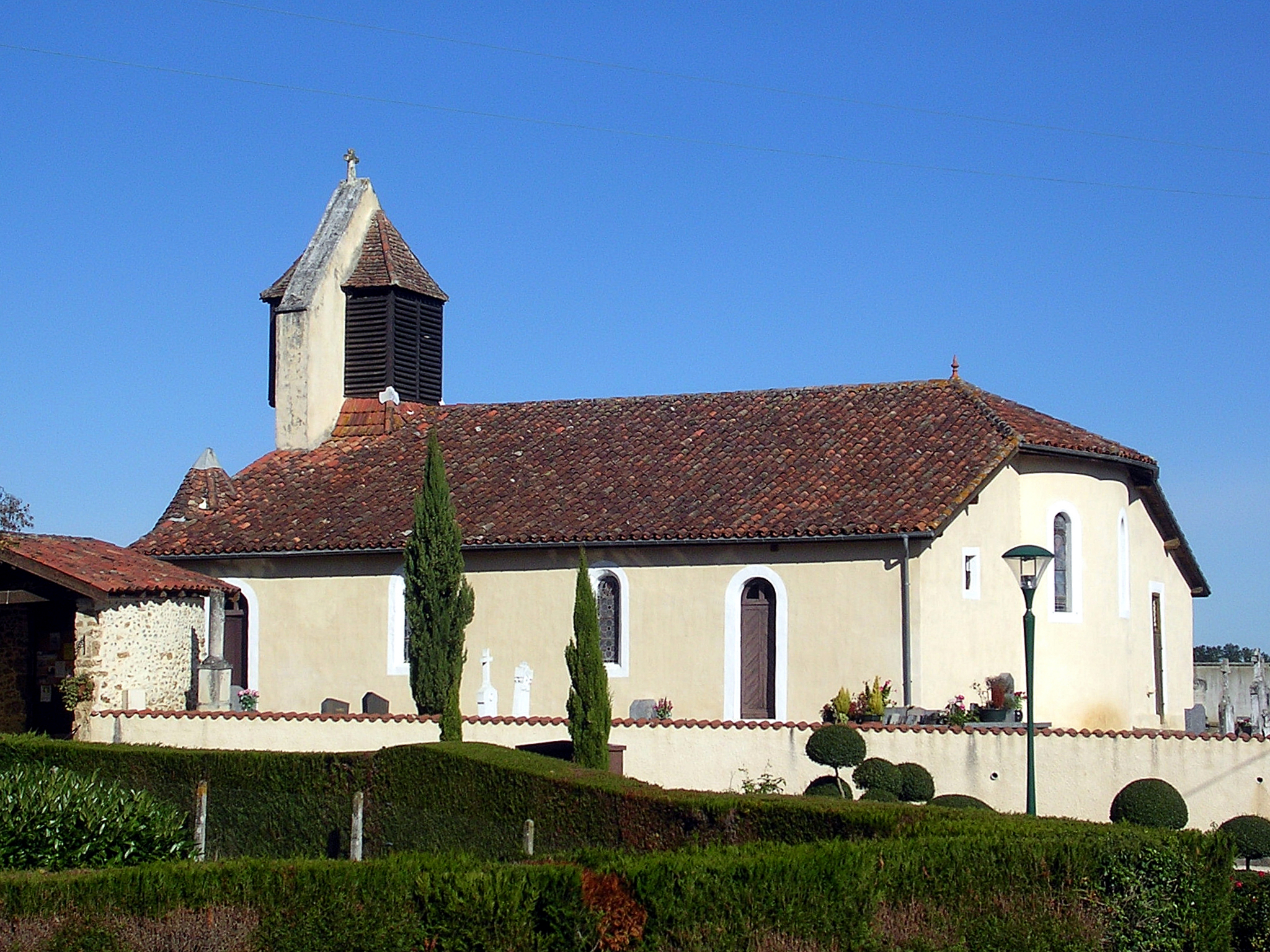
Église Notre-Dame du Leuy
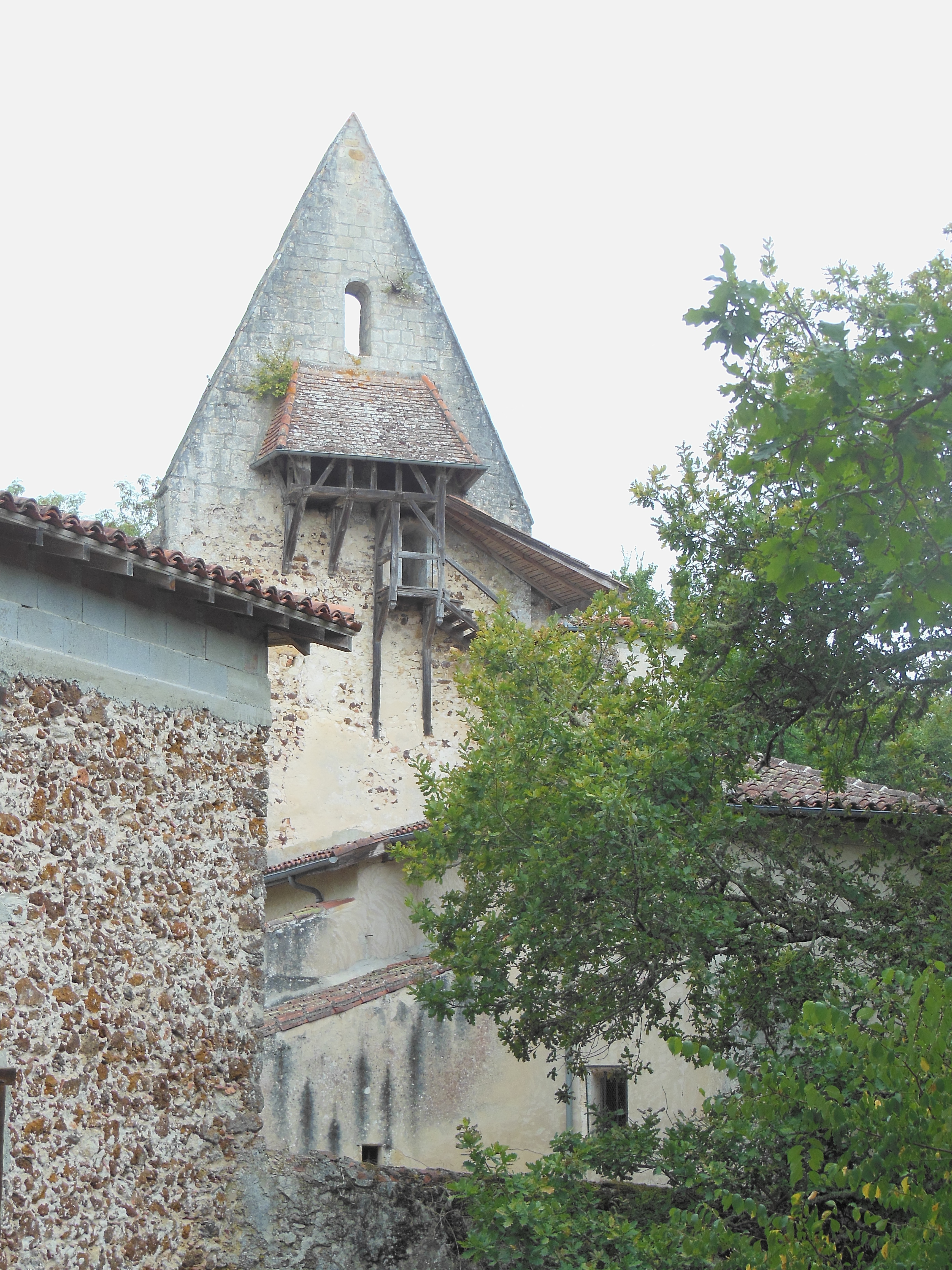
Église Saint-Georges de Lussolle
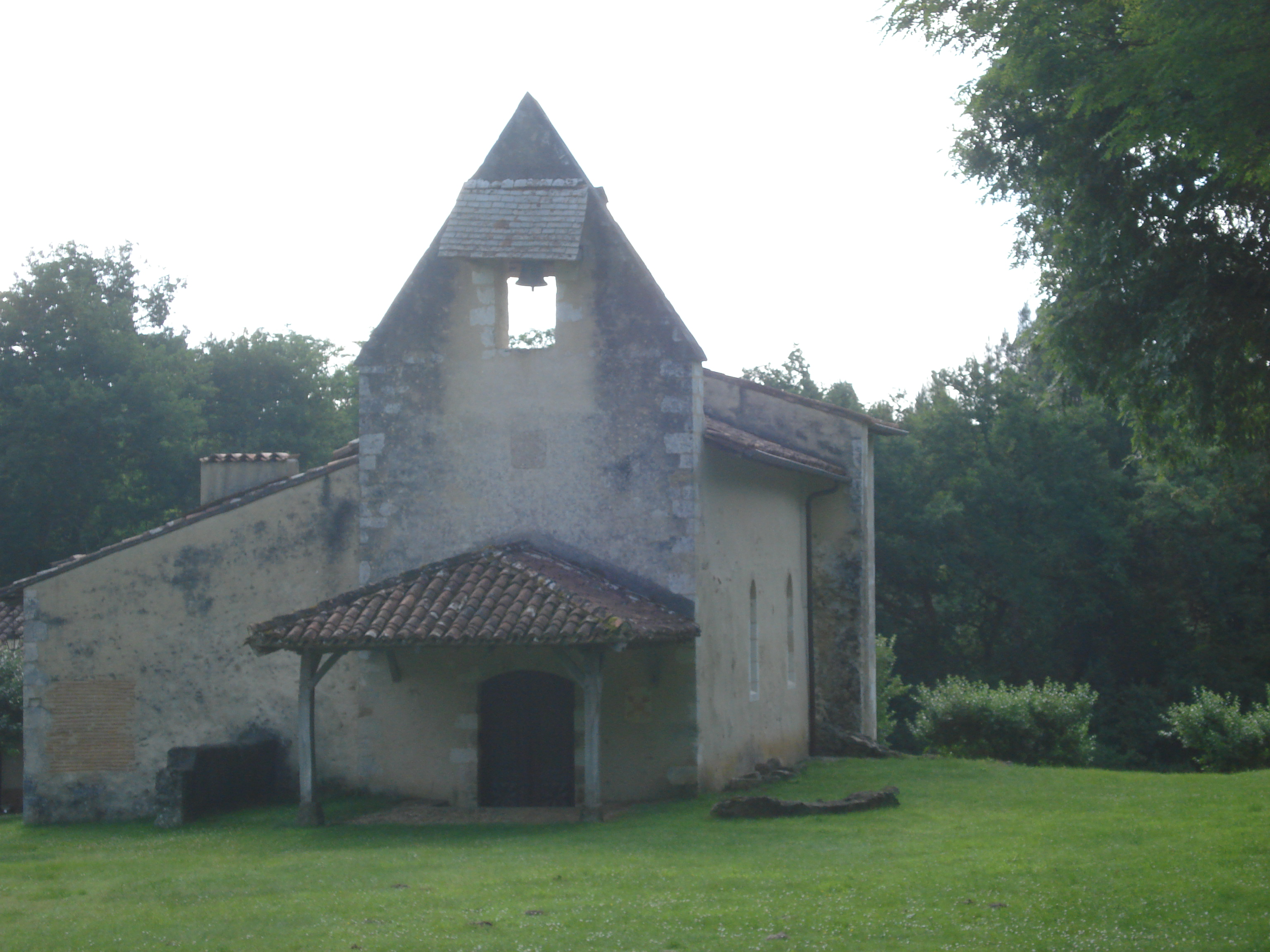
Chapelle de Lugaut, Retjons
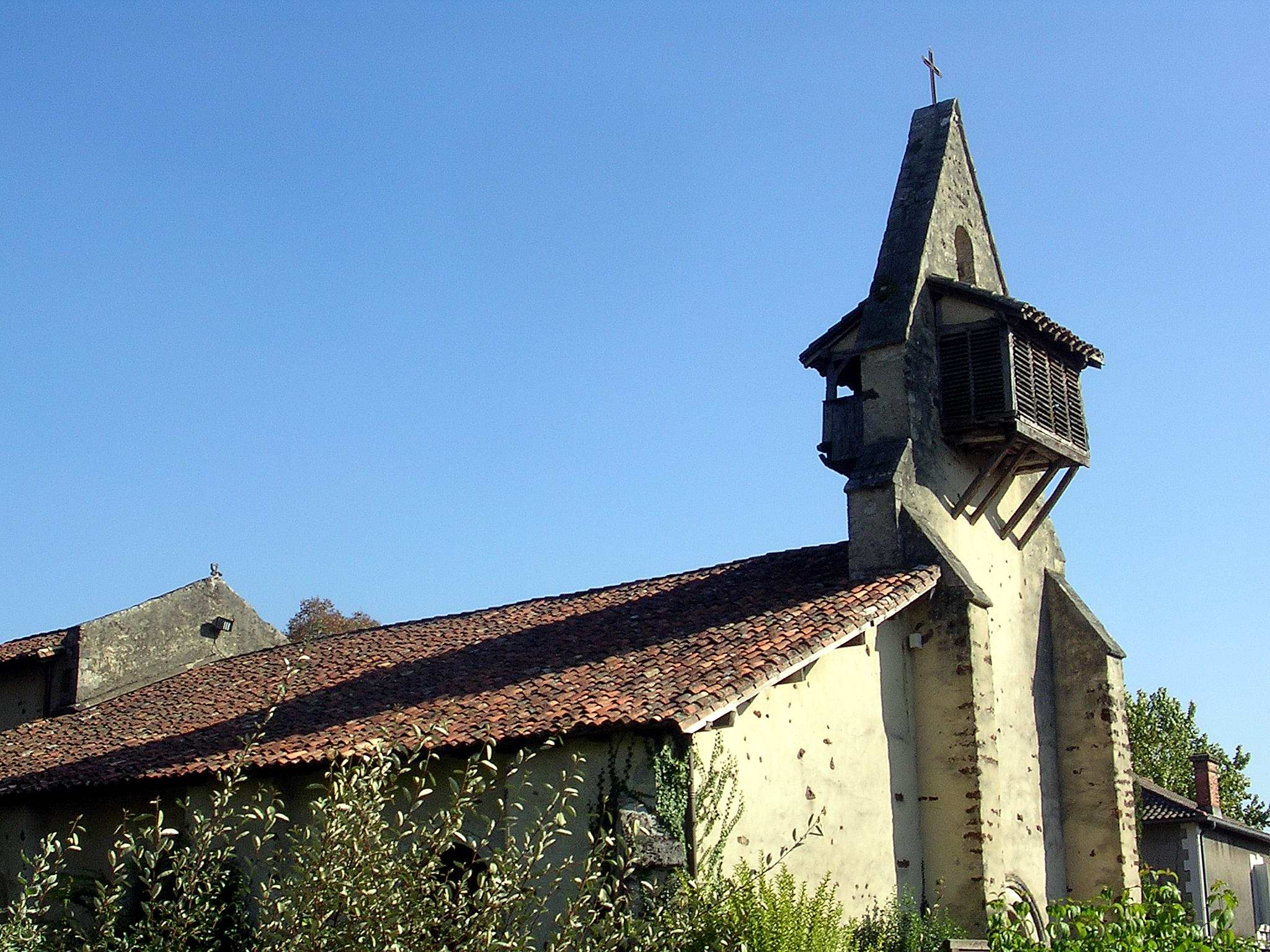
Église Notre-Dame de Moustey
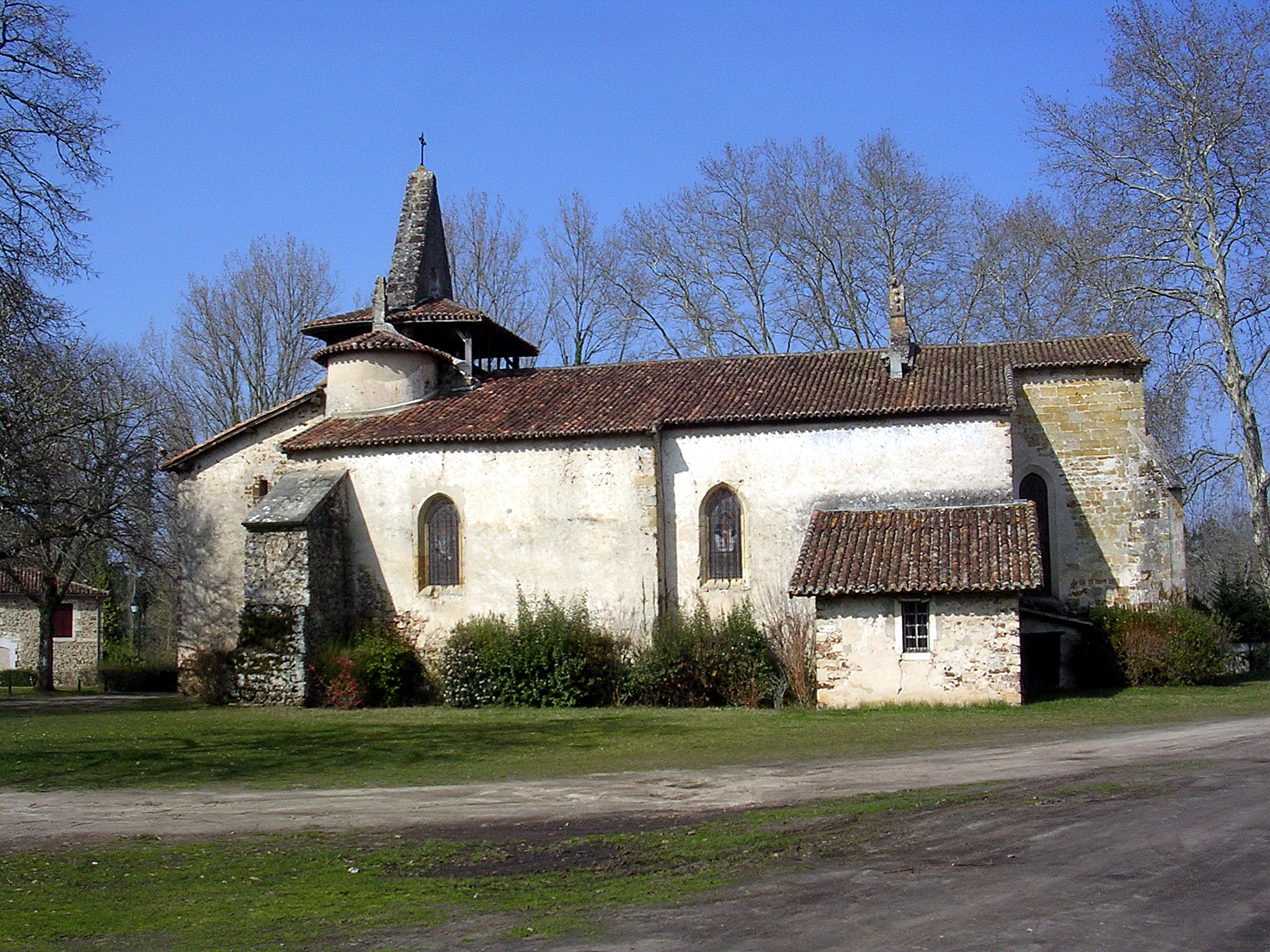
Église Saint-Martin de Moustey
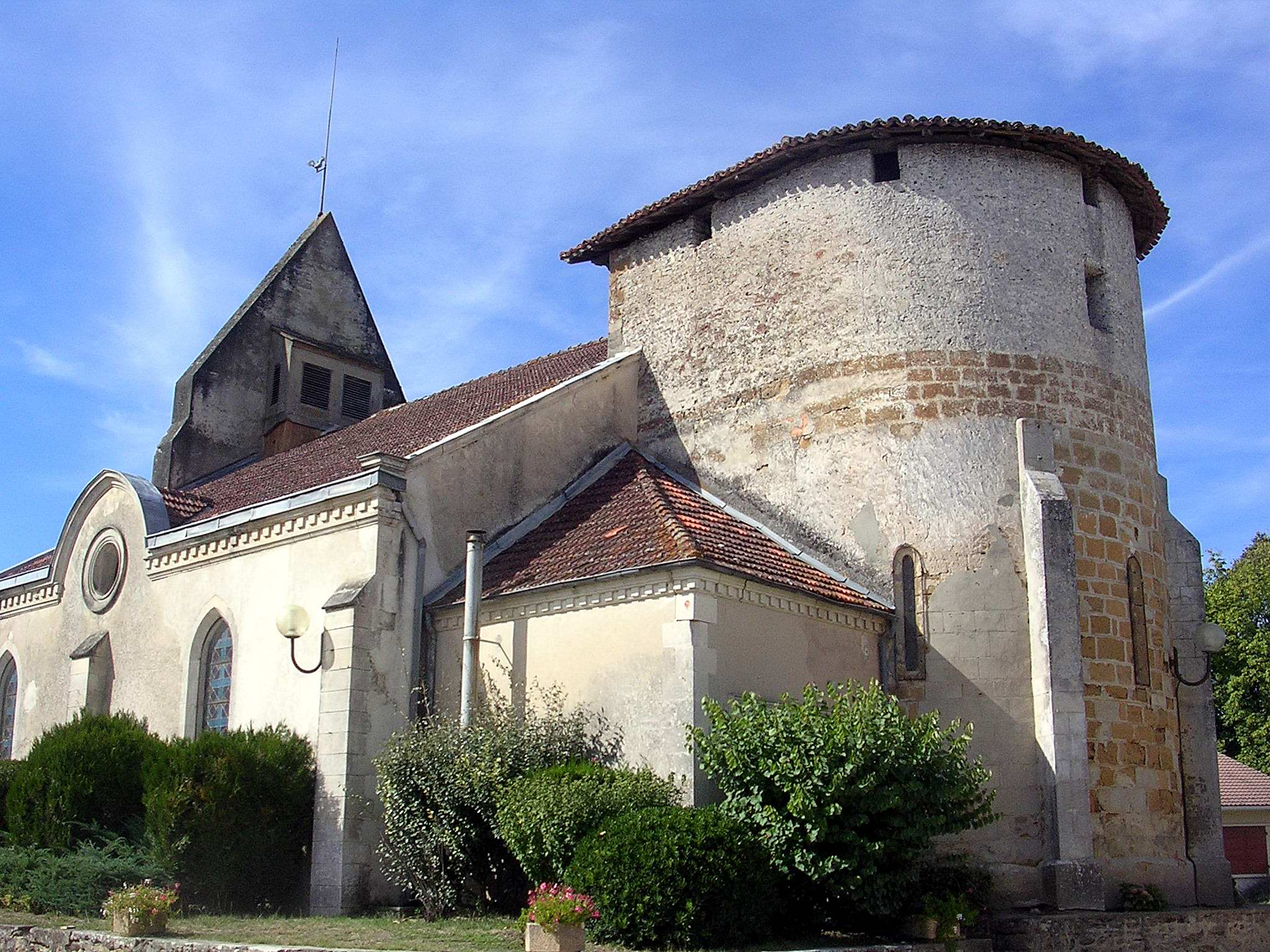
Église Saint-Blaise d'Ousse
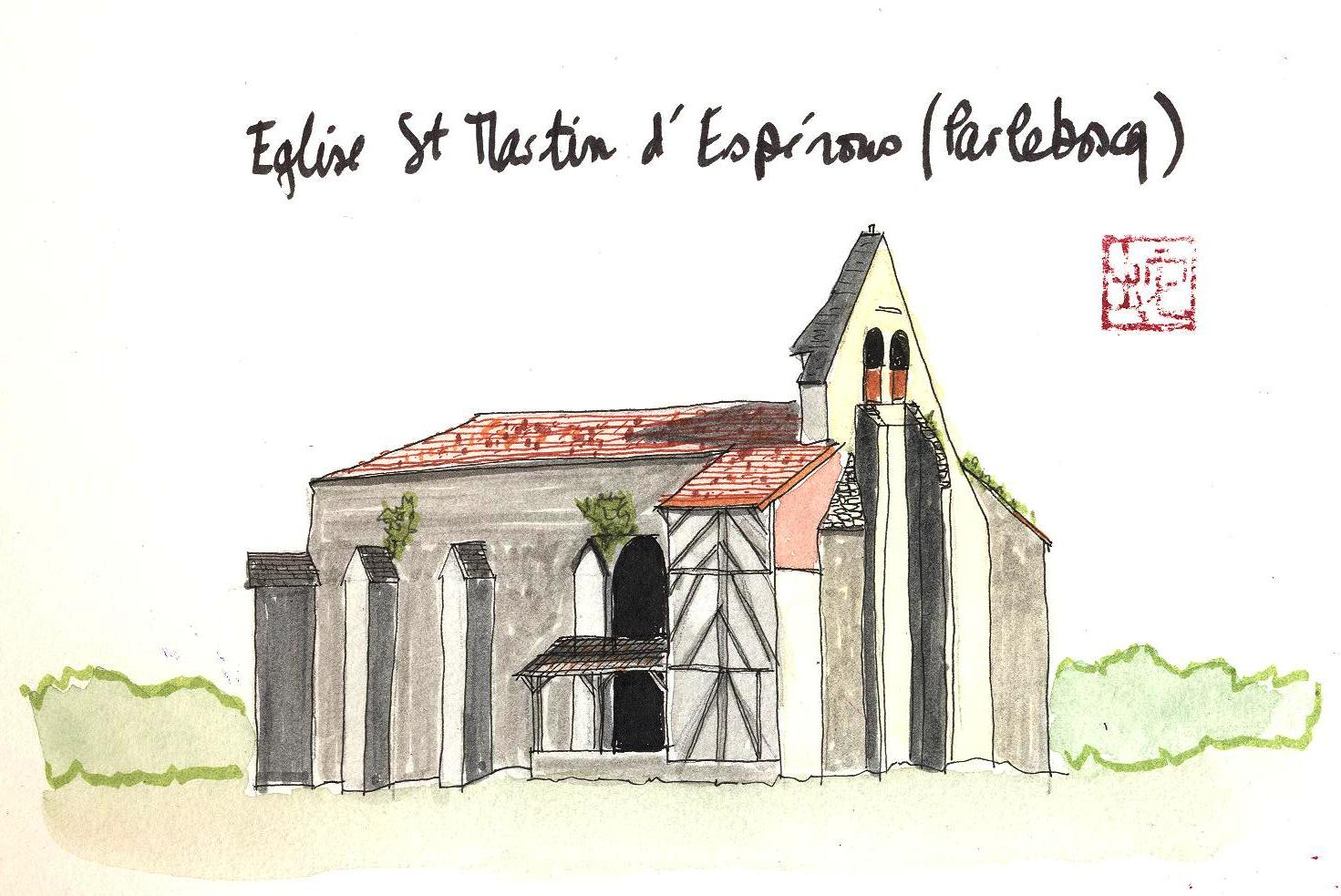
Église Saint-Martin d'Espérous
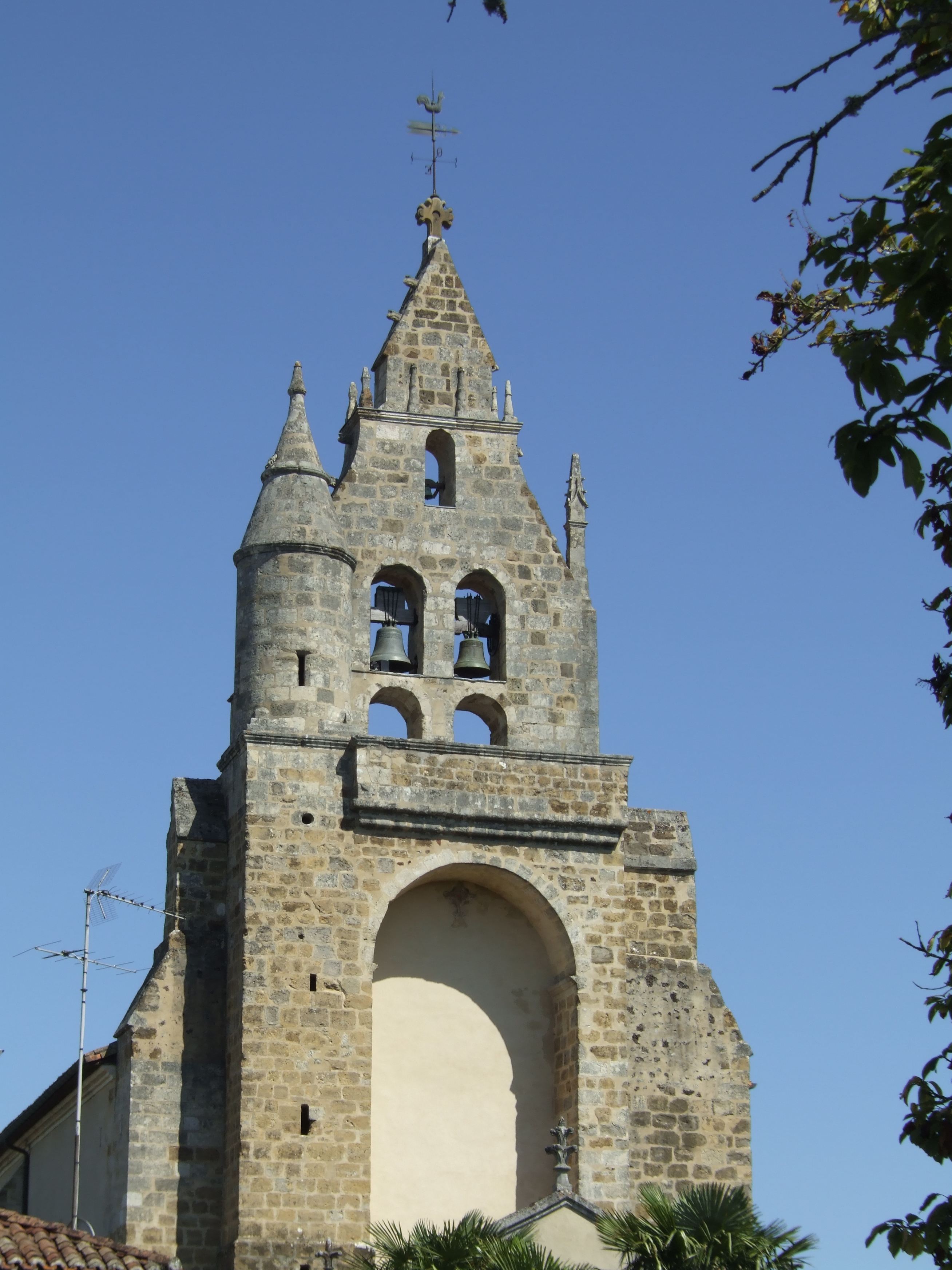
Église Saint-Michel de Sabres
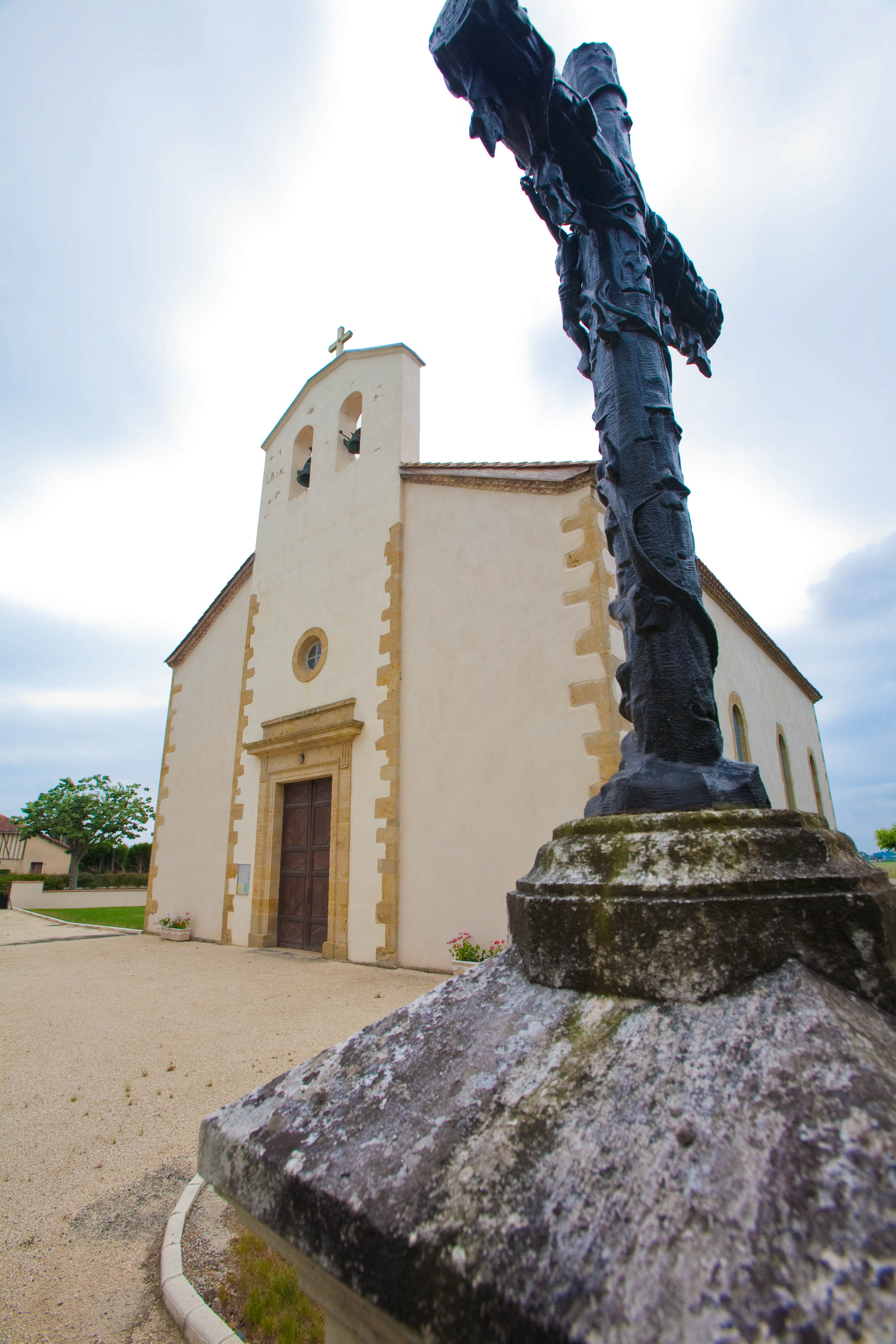
Église Sainte-Anne de Saint-Agnet
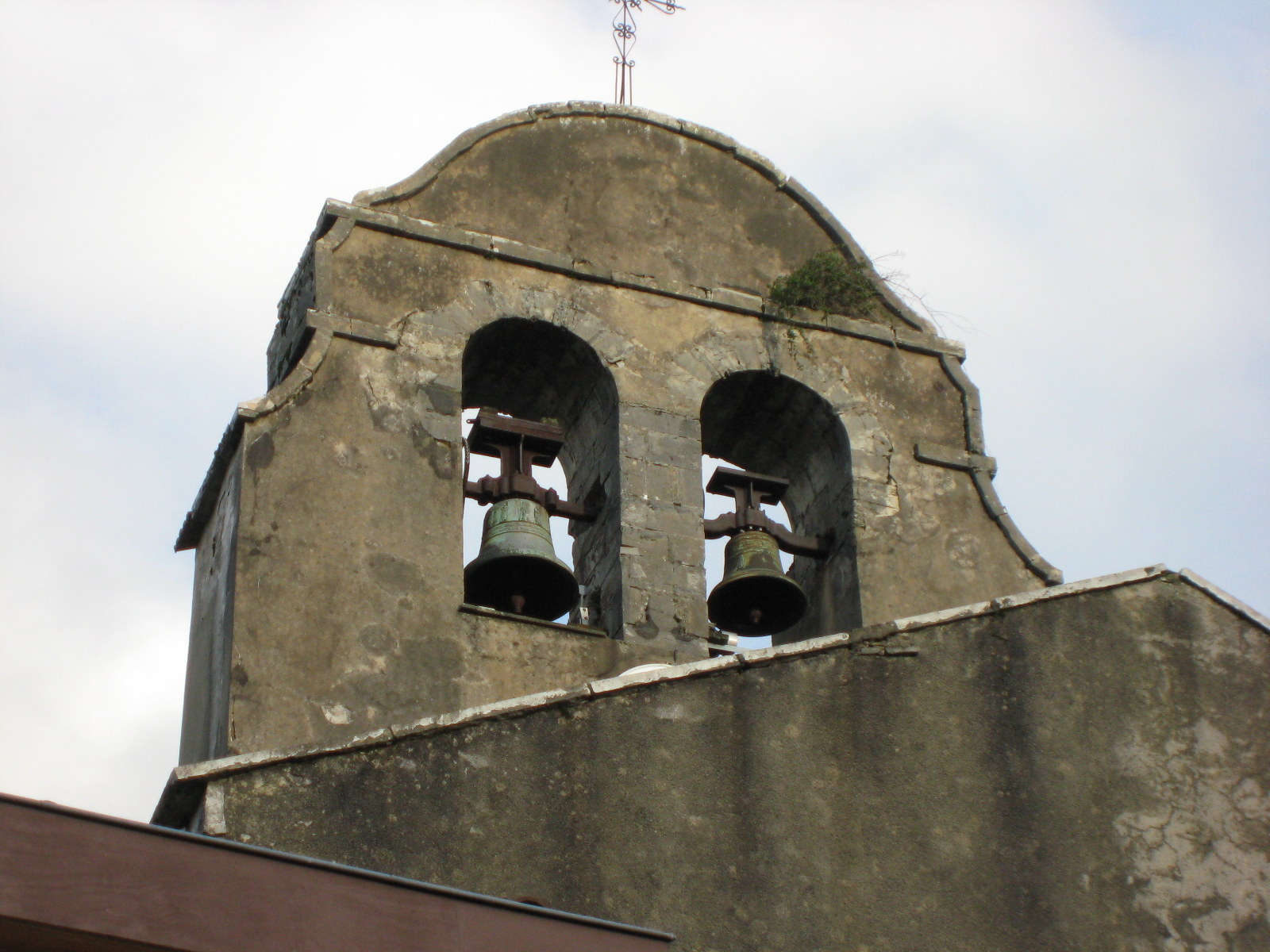
Église Saint-Laurent de Saint-Laurent-de-Gosse
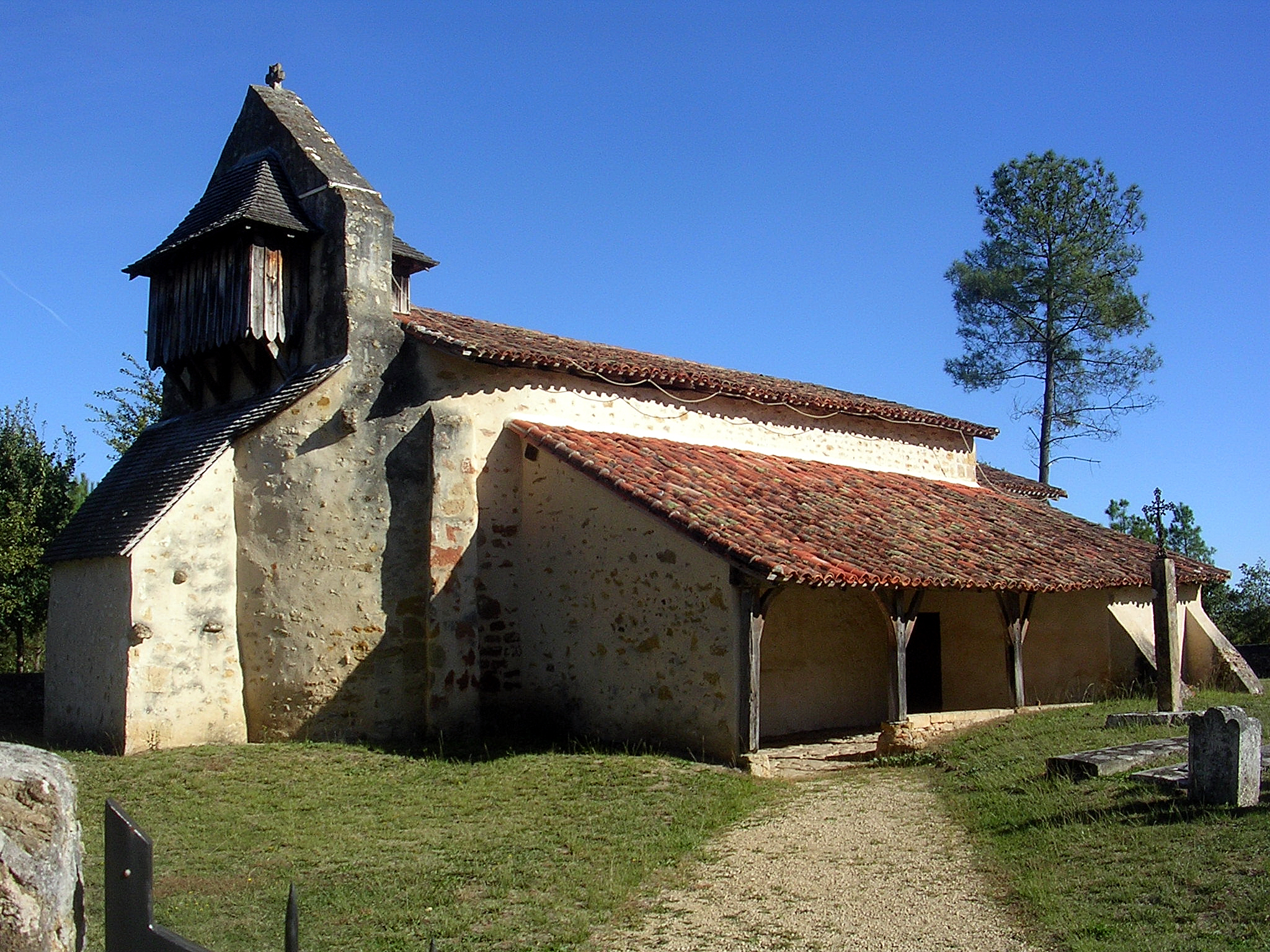
Église Saint-Orens de Saint-Perdon
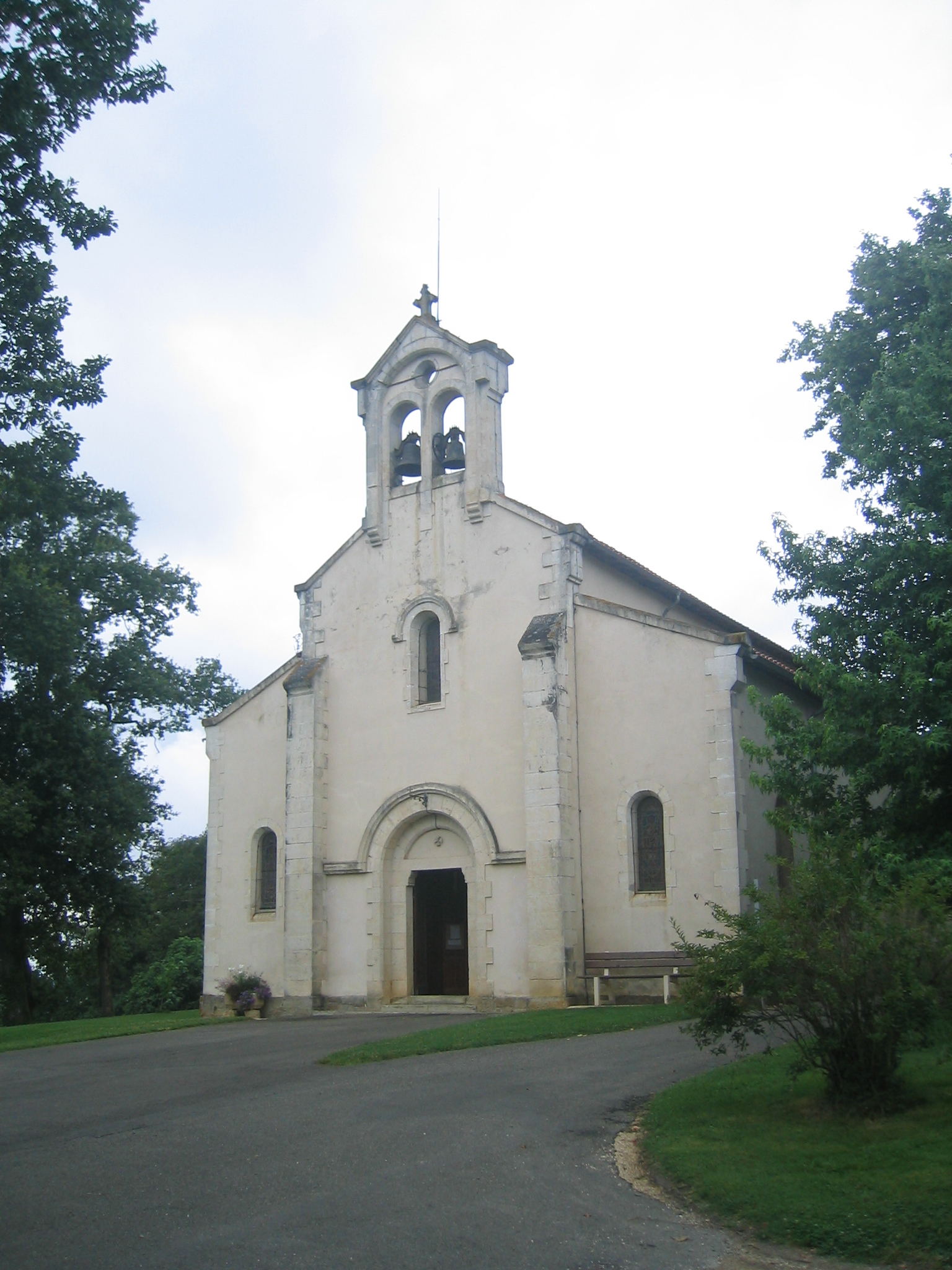
Église Saint-Jacques de Sensacq
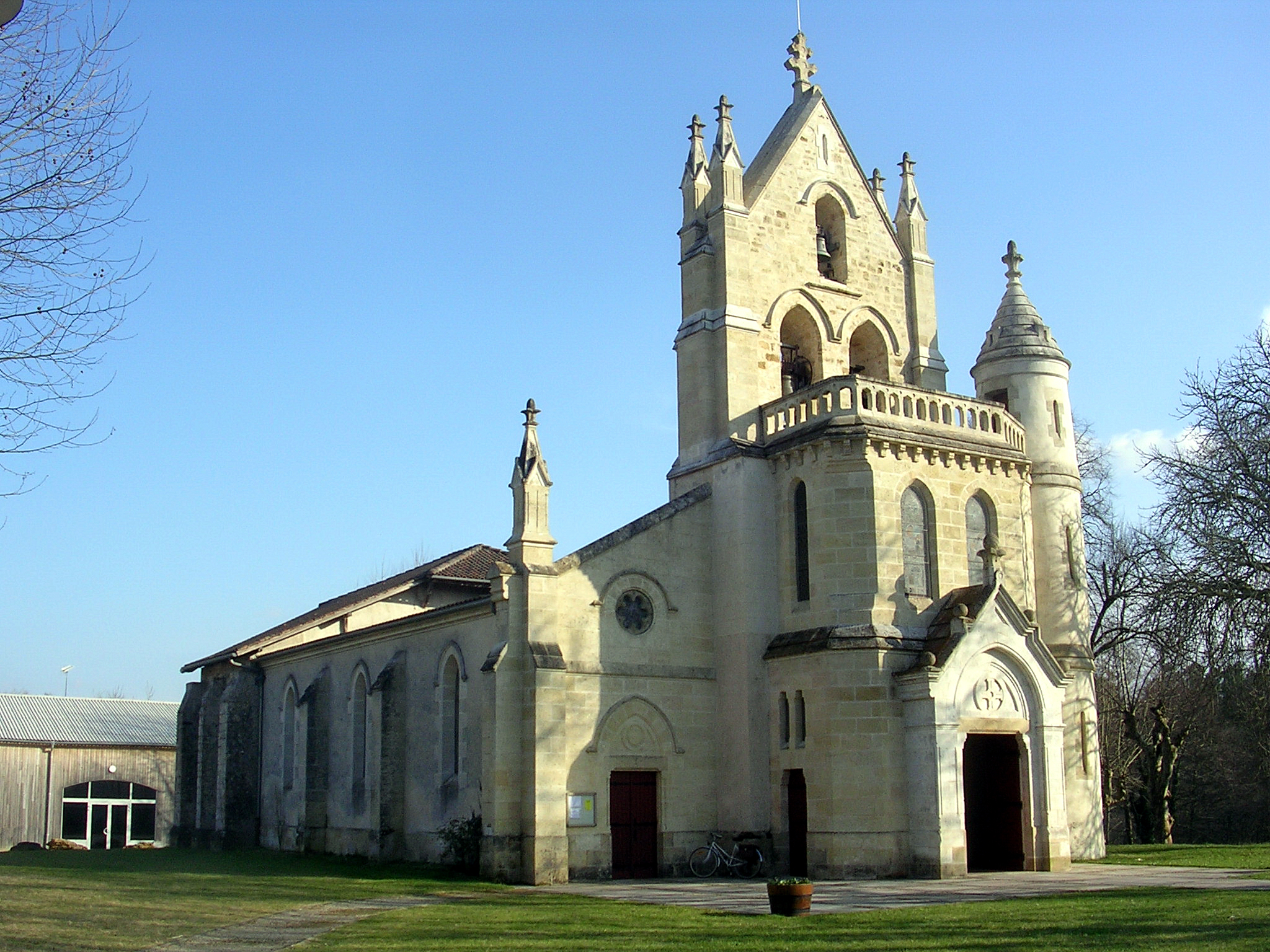
Église Saint-Jean-Baptiste de Sore
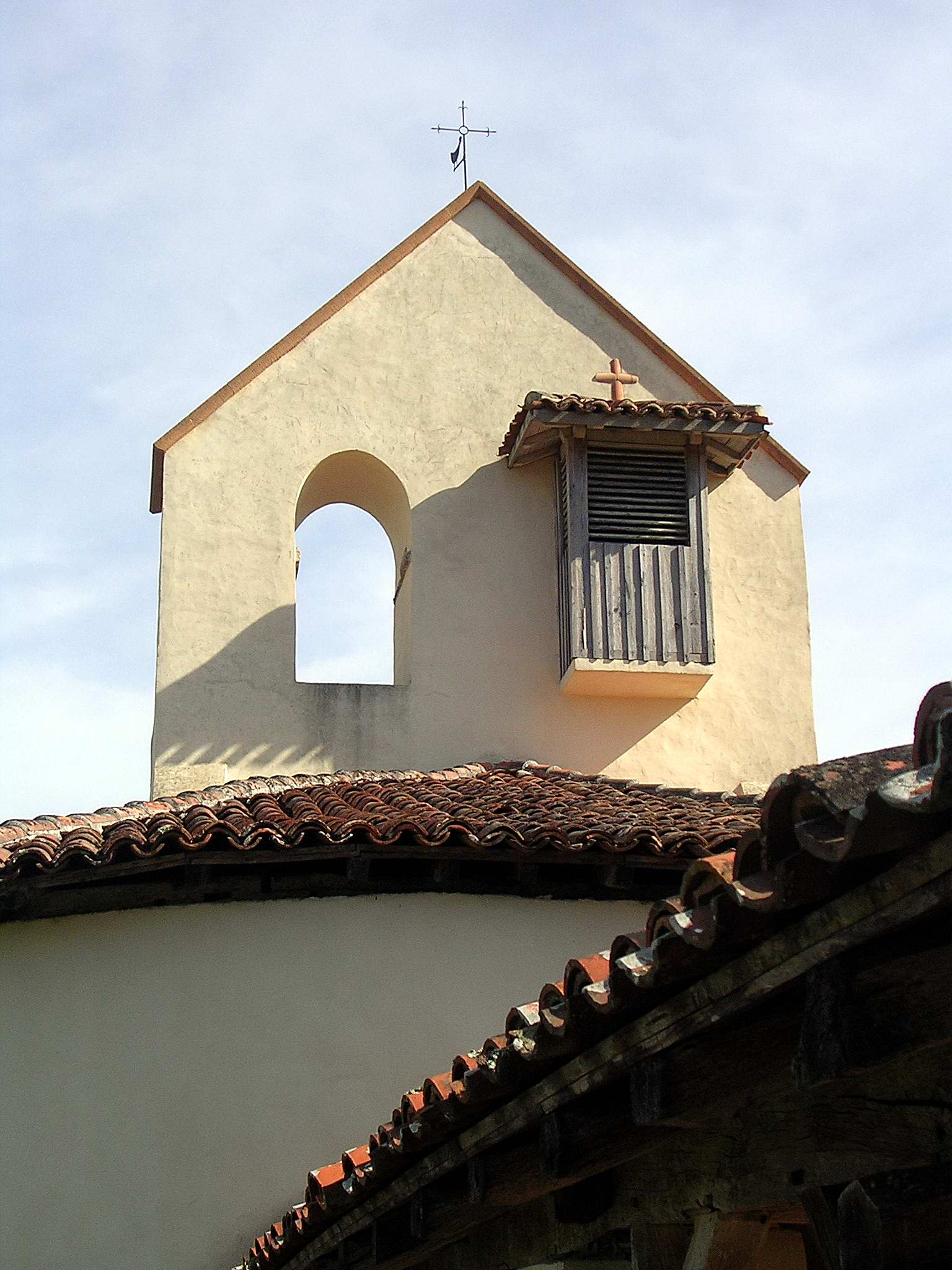
Église Saint-Jean-Baptiste de Suzan
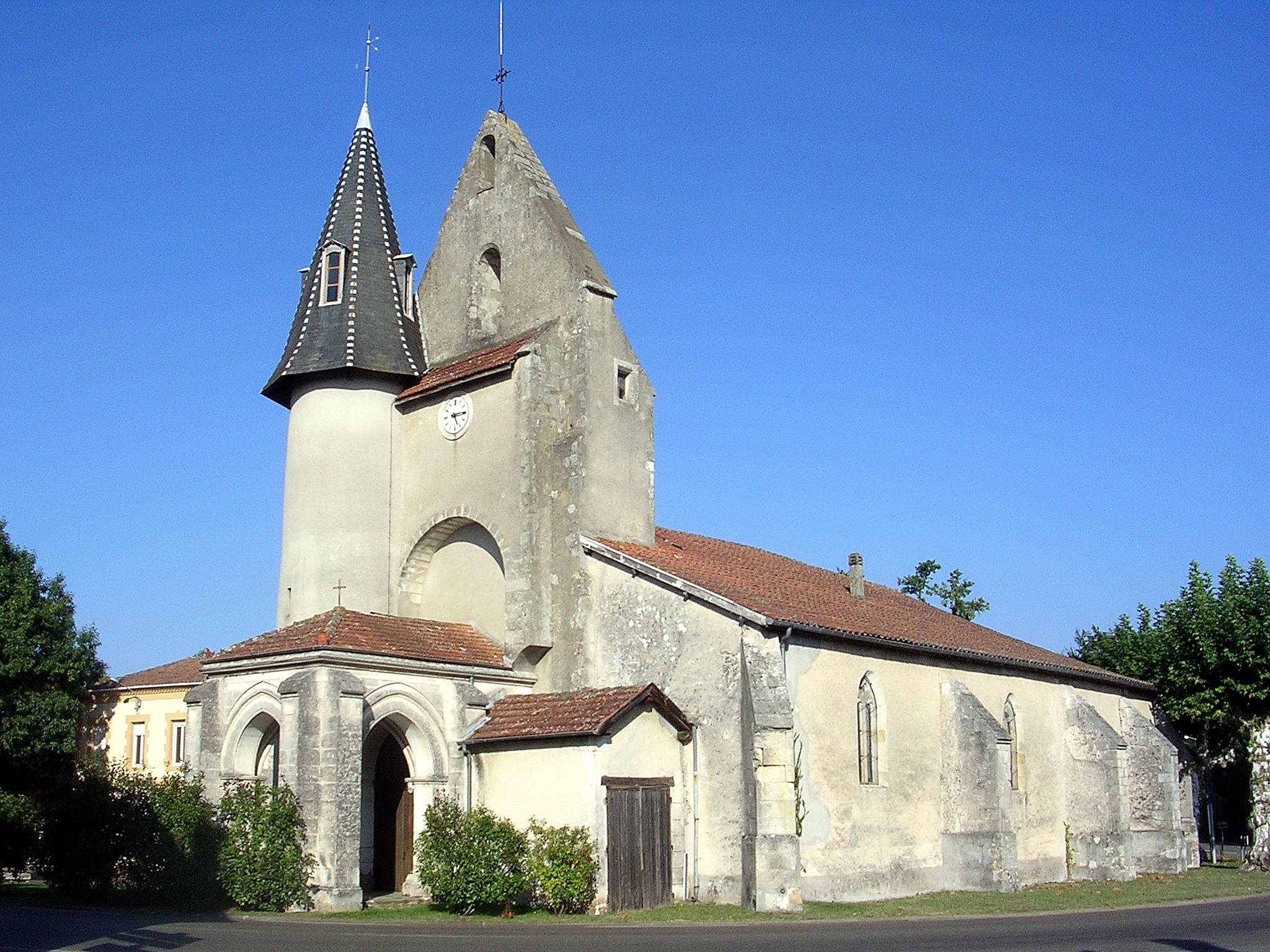
Église Saint-Martin-et-Saint-Eutrope de Trensacq
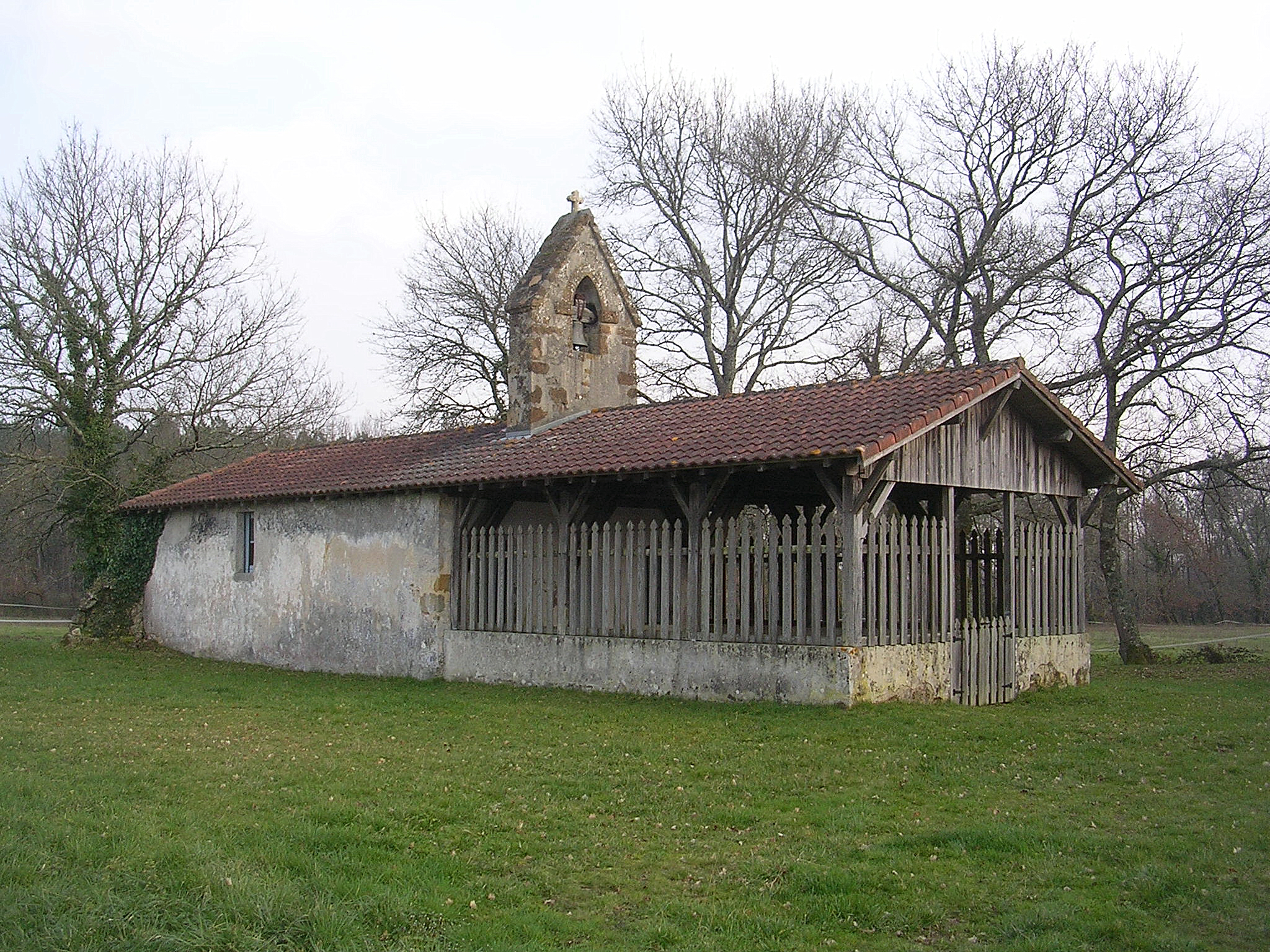
Église Saint-Pierre d'Yzosse